# Раздольский сельский совет (Запорожская область)
Раздольский сельский совет (укр. Роздольська сільська рада) — входит в состав
Михайловского района
Запорожской области
Украины.
Административный центр сельского совета находится в
с. Раздол.

## История
- 1923 — дата образования.

## Населённые пункты совета
- с. Раздол
- с. Абрикосовка
- с. Виноградовка
- с. Вишнёвка
- с. Заветное
- с. Кавуновка
- с. Новое Поле
- с. Трудовик
- с. Шевченко